# Catocala promissa
Catocala promissa és una espècie de papallona nocturna de la subfamília Erebinae i la família Erebidae.

## Distribució
Es troba a Europa i Anatòlia fins a Armènia.

## Descripció
Fa 60–65 mm d'envergadura alar. Els adults volen de juny a setembre, depenent de la ubicació.

## Plantes nutrícies
Les larves s'alimenten de roures i castanyers.